# Рајан де Вриз
Рајан де Вриз (14. септембар 1991) новозеландски је фудбалер.

## Репрезентација
За репрезентацију Новог Зеланда дебитовао је 2015. године.

## Статистика
| Нови Зеланд | Нови Зеланд | Нови Зеланд |
| Год.        | Ута.        | Гол.        |
| ----------- | ----------- | ----------- |
| 2015        | 1           | 0           |
| Укупно      | 1           | 0           |